# Ikililou Dhoinine

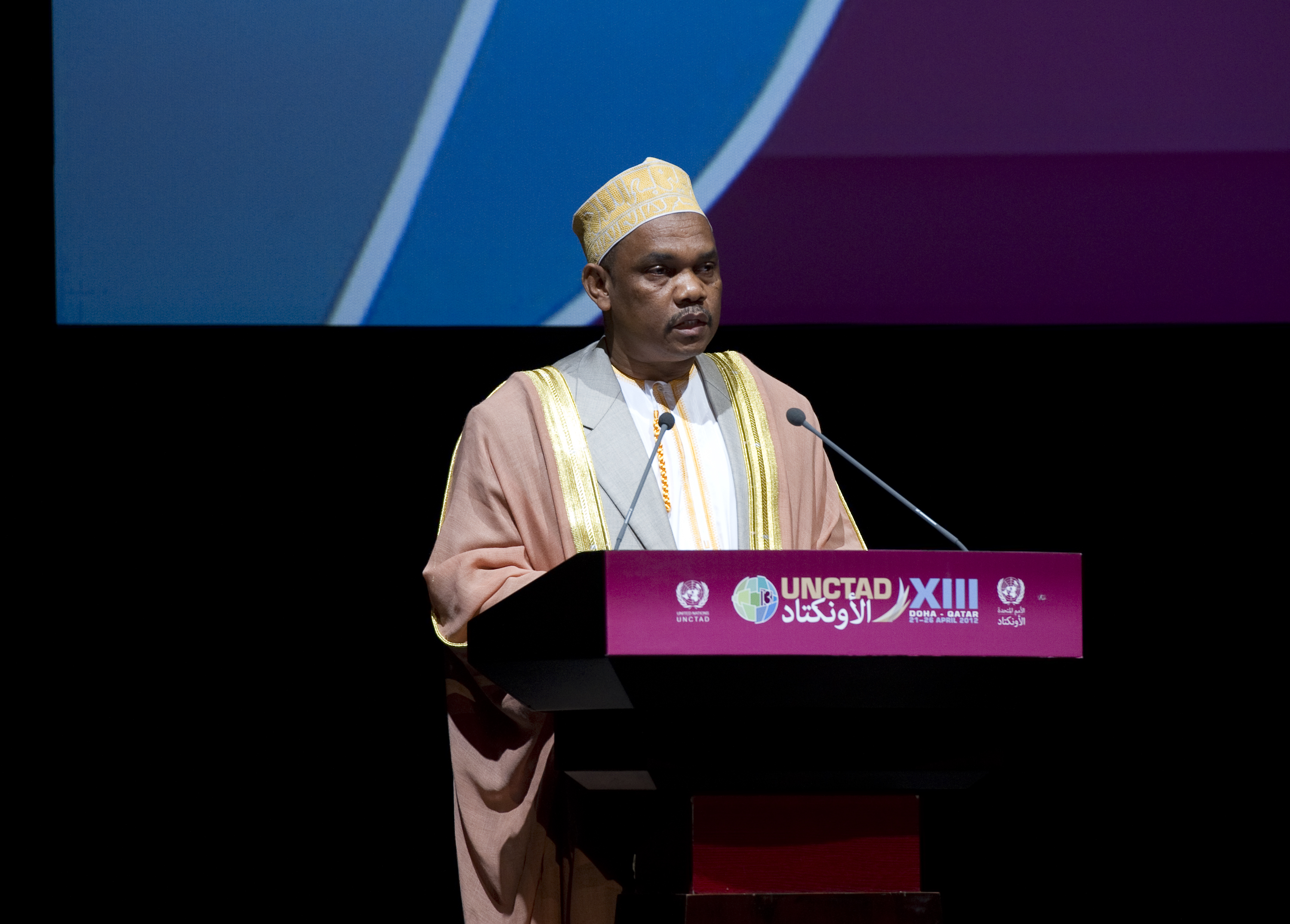
Ikililou Dhoinine, 2012

Ikililou Dhoinine (* 14. August 1962 in Djoiezi auf der Komoreninsel Mohéli) ist ein komorischer Politiker. Er war vom 26. Mai 2011 bis zum 25. Mai 2016 Präsident der Komoren.

## Leben
Dhoinine wuchs auf der Insel Mohéli auf. Er besuchte die Grundschule in seinem Geburtsort Djoiezi und der Inselhauptstadt Fomboni, anschließend das Collège Rural und das Gymnasium in Fomboni. Nach dem Abitur im Jahr 1986 studierte er ein Jahr lang an der Fakultät für Mathematik und Naturwissenschaften der École nationale d’Enseignement Supérieur (ÉNES) in Mvouni. Ein Stipendium ermöglichte ihm das Studium der Pharmazie an der Gamal Abdel Nasser Universität im guineischen Conakry, das er im Jahr 1994 mit der Promotion in Pharmazie abschloss. Nach seiner Rückkehr auf die Komoren arbeitete er als Pharmazeut für die Pharmacie Nationale Autonome Des Comores. Als Regionaldirektor leitete er ein Gesundheitsprojekt der Weltbank.

## Politik
Von 2006 bis 2011 war er Vizepräsident in der Regierung von Ahmed Abdallah Mohamed Sambi, bis 2008 leitete er das Gesundheitsministerium, von 2009 bis 2010 das Finanzministerium und ab 2010 war er für Infrastruktur, Stadtplanung und Umwelt zuständig. Aus der Präsidentschaftswahl 2010 ging er als Sieger hervor. Ab dem 26. Mai 2011 war er fünf Jahre lang Präsident der Komoren, bis er infolge des Wahlsiegs von Azali Assoumani abgelöst wurde.